# カール・ビンディング

カール・ビンディング（1882年）

カール・ローレンツ・ビンディング （ドイツ語: Karl Lorenz Binding、1841年6月4日フランクフルト・アム・マイン - 1920年4月7日フライブルク・イム・ブライスガウ）は、 刑法を専門とするドイツの法学者である。 

## 生涯
カール・ビンディングは、フランクフルトの歴史あるパン屋の家系に生まれた。父のゲオルク・クリストフ・ビンディング（1807–1877）は、控訴裁判所裁判官及びバーゼル大学の終身教授を務めた人物である。1860年から1863年までゲッティンゲン大学で法学と歴史を学び、1863年博士号取得。1864年にハイデルベルク大学においてカール・ミッターマイアーの下で大学教授資格を取得した後、バーゼル （1865年）、フライブルク大学 （1870年）、ストラスブール大学（1872年）、1873年から1913年までライプツィヒ大学で、刑法、刑事訴訟法及び憲法の教授を務めた。代表者会議所属の学生クラブ（Turnerschaft）であるIstaevoniaはビンディングを名誉会員に任命している。 
1892/1893年及び1908/1909年には、ライプツィヒ大学学長を務めた。1909年のビンディング学長時代の様子は、オイゲン・ウルバンによる絵画にも学部長らとともに描かれている。その絵画は、現在でも同大学の学長棟に存在する。 

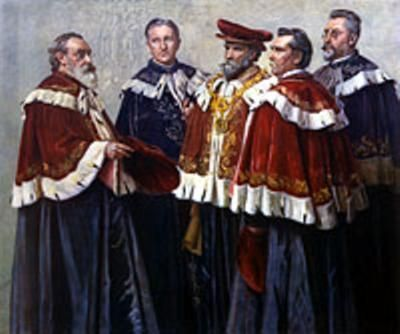
500周年記念の1909年におけるカール・ビンディング（中央）と学部長たち

1909年、ライプチヒ市は、大学記念祭における学長としての役割につき、大学への功労を称えてビンディングを名誉市民とした。しかし、その名誉市民権は、精神科医アルフレート・ホッヘとの共著で出版されナチスの「安楽死」作戦の権威付けとして用いられた作品である『生存無価値な生命の抹消の解禁　その手段と形式』を理由に、ライプツィヒ市参事会によって2010年に取り消された。ビンディングは1920年に死去し、フライブルク・イム・ブライスガウ中央墓地に埋葬された。 

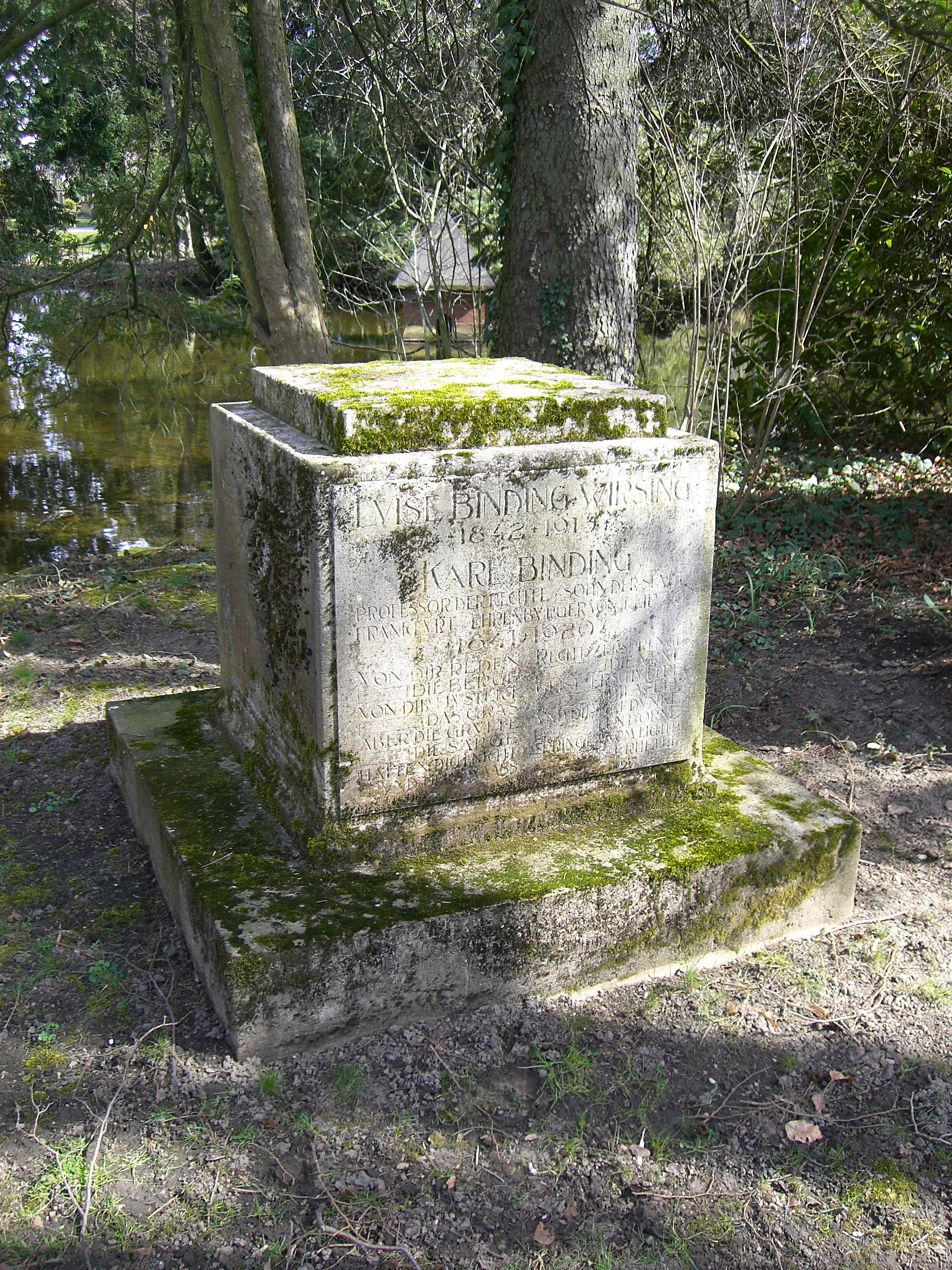
フライブルク・イム・ブライスガウ中央墓地に所在するビンディングの墓

ビンディングの息子ルドルフ・Ｇ・ビンディングは作家の傍ら保守革命を主張した一人であり、後にナチス支持へと転じた。父方の又従弟に当たるコンラート・ビンディングは、フランクフルトのビール醸造所であるビンディング・ブルワリーの創業者である。 

## 業績
ビンディングによれば、犯罪者が違反するのは刑罰法規（Strafgesetz）ではなく（それどころか、犯罪者の行為はまさに構成要件要素を充足する）、公法に属し刑罰法規とは根本的に異なるもの、すなわち「規範」（Norm）であるとされる。これに対して刑罰法規とは、少なくともそれによって根底にある規範を認識（思考的変換による命令の導出）することを可能とするものである。
ビンディングの規範論は、犯罪の本質を『Do ut des』の特別な形態としての規範に違反し、国家の服従要求権を侵害することに見出す。すなわち、国家は法秩序（Rechtsordnung）を通じて個人をその権利侵害から保護しているのであるから、国家もまた市民に対しその法秩序を尊重するよう求めることができる。犯罪を犯した者というのは、関係する規範を犯し、法律の権威を脅威に晒している。そして、ビンディングの関心は主として法秩序の維持という点に向けられていたことから、それが法に対する反逆であることを認識していた場合と認識していなかった場合との間には本質的な差異があると理解される。判例とは異なり、行為者が自己の行為を法に反すると認識していた場合にのみ、故意犯として刑罰が科されねばならない（いわゆる違法性の意識の問題における故意説）。
ビンディングによれば、刑罰とは法律の権威を維持するために必要であり、国家によって行為者の権利又は法益を喪失せしめるものである。刑罰及び刑の執行は、再社会化などに資するものではなく、専ら法の権力の下で「犯罪者を服従」させ勝利を収めることを目的とする。それを措くと、どのように、いかなる目的で刑罰が実行されるかという点に関し、ビンディングはさほど関心を持たなかった。そのため、応報刑論をあくまで主張する古典学派とは対立する関係にある、フランツ・フォン・リストを中心とした予防を志向する近代・社会学的な刑法学派及びリストの「目的刑」という概念とビンディングとの間で争いが生じることになった。
さらに、ビンディングは、法的財産概念を打ち出したことによっても知られる。これに関し、刑法上保護される財産の意義について、詐欺の枠組みの中で、長年にわたり法的な議論がなされてきた。しかし、今日では、その概念は折衷的な法的・経済学的財産概念に概ね取って代わられている。
以上とはまた別の一面として、ビンディングの死後間もなくして公開されたアルフレート・ホッヘとの共著による小冊子『Die Freigabe der Vernichtung lebensunwerten Lebens』（生存無価値な生命の抹消の解禁）がある。この中で、著者らは、不治の病人及び怪我人のほか不治の痴人（Verblödeter）につき、基準と形式に基づいて殺害することが許されるとした。すなわち、ビンディングによれば、「不治の白痴」の「絶対的に無意味な生命」というのは、その親族にとっても社会にとっても耐え難い重荷となる。そのため、法的見地からいっても、社会的、道徳的又は宗教的見地からいっても保護の対象とはみなされず、ゆえに、親族等の請求に基づく殺害が許容されるべきとしたのである。

## 著作
- 『Das burgundisch-romanische Königreich (von 443 bis 532 n. Chr.) Eine reichs- und rechtsgeschichtliche Untersuchung』（ブルグントーローマ王国（西暦443年から532年まで）帝国と法の歴史の研究）
  - Erster Band: Geschichte des burgundisch-romanischen Königreichs. Mit einer Beilage: Sprache und Sprachdenkmäler der Burgunden. Von Wilhelm Wackernagel. Leipzig 1868 (Der zweite Band: Die Rechtsentwicklung im ... wurde zwar angekündigt, ist aber wohl nicht erschienen).
- 『Die Normen und ihre Übertretung. Eine Untersuchung über die rechtmäßige Handlung und die Arten des Delikts』（規範とその違反　正当な行為と犯行の類型に関する研究）Vier Bände, Meiner, Leipzig 1872–1920; Neudruck Aalen 1965.
- 『Der Versuch der Reichsgründung durch die Paulskirche in den Jahren 1848 und 1849』（1848年及び1849年のパウロ教会を通じた帝国樹立の試み）Duncker u. Humblot, Leipzig 1892.
- 『Lehrbuch des gemeinen deutschen Strafrechts Besonderer Teil』（普通ドイツ刑法講義各論）2 Bände, Engelmann, Leipzig 1902–1905.
- 『Die Schuld im deutschen Strafrecht』（ドイツ刑法における責任）Meiner, Leipzig 1919.
- 『Die Freigabe der Vernichtung lebensunwerten Lebens. Ihr Maß und ihre Form』（生存無価値な生命の抹消の解禁　その基準と形式）アルフレート・ホッヘとの共著。Postum, Leipzig 1920.
  - カール＝ビンディング/アルフレート＝ホッヘ著、森下直貴/佐野誠訳著『「生きるに値しない命」とは誰のことか - ナチス安楽死思想の原典を読む』窓社、2001年。ISBN 978-4896250367。（「生存無価値な生命の抹消の解禁　その基準と形式」の日本語訳及び解説）

## 文献
- Wilhelm Haan: Karl Ludwig Binding. In: Sächsisches Schriftsteller-Lexicon. Robert Schaefer’s Verlag, Leipzig 1875, S. 24.
- Fedja Alexander Hilliger: Das Rechtsdenken Karl Bindings und die „Freigabe der Vernichtung lebensunwerten Lebens“, Duncker u. Humblot, Berlin 2018 (= Schriften zur Rechtsgeschichte, Band 182), ISBN 978-3-428-15241-4.
- Armin Kaufmann: Lebendiges und Totes in Bindings Normentheorie. Schwartz, Göttingen 1954.
- F. Limacher (Bern): Die Vernichtung lebensunwerten Lebens. In: Internationales Ärztliches Bulletin. Nr. 12, Prag, Dezember 1934, S. 181–183 (zusammenfassende Rezension).
  - wieder in: Beiträge zur nationalsozialistischen Gesundheits- und Sozialpolitik. Band 7: Internationales Ärztliches Bulletin. Jahrgang 1–6, 1934–1939. Reprint. Rotbuch, Berlin 1989.
  - weiterer Reprint: Götz Aly, Matthias Hamann, Jochen August, Peter Chroust, Klaus Dörner (Hrsg.), Mabuse-Verlag, Frankfurt 2009, ISBN 3-940529-74-5.
- Ortrun Riha (Hrsg.): Die Freigabe der „Vernichtung lebensunwerten Lebens.“ Beiträge des Symposiums über Karl Binding und Alfred Hoche am 2. Dezember 2004 in Leipzig. Shaker, Aachen 2005, ISBN 978-3-8322-4633-4.
- Jan Schröder: Karl Binding (1840–1920). In: Gerd Kleinheyer, Jan Schröder (Hrsg.): Deutsche und Europäische Juristen aus neun Jahrhunderten. 5. Auflage, Müller, Heidelberg u. a. 2008, S. 62–66.
- Daniela Westphalen: Binding, Karl. In: Michael Stolleis (Hrsg.): Juristen. Ein biographisches Lexikon. Von der Antike bis zum 20. Jahrhundert. C. H. Beck, München 1995, ISBN 3-406-39330-6, S. 86 f.
- Daniela Westphalen: Karl Binding (1841–1920). Materialien zur Biographie eines Strafrechtsgelehrten, Peter Lang, Frankfurt a. M. 1989, ISBN 978-3-631-40404-1.